# Wycinki (Mazovie)
Pour les articles homonymes, voir Wycinki.
Wycinki (prononciation : [vɨˈt͡ɕiŋki]) est un village polonais de la gmina de Sochocin dans le powiat de Płońsk de la voïvodie de Mazovie dans le centre-est de la Pologne.
Il se situe à environ 4 kilomètres au sud-ouest de Sochocin (siège de la gmina), 5 kilomètres au nord-est de Płońsk (siège du powiat) et à 62 kilomètres au nord-ouest de Varsovie (capitale de la Pologne).

## Histoire
De 1975 à 1998, le village appartenait administrativement à la voïvodie de Ciechanów.